# Xuxa e as Noviças (Trilha Sonora)
Xuxa e as Noviças é a trilha sonora homônima do especial de Xuxa em 2008. Foi lançado promocionalmente, mas nunca foi lançado oficialmente. Foi disponibilizado para downloads. As músicas são cantadas por Xuxa e por o elenco do especial: Marília Pêra, Rosa Marya Colin, Fafy Siqueira, Sylvia Massari...
Todas as músicas são traduzidas do especial Nunsense, de Dan Goggin. As únicas que não são desse especial são Amém e Lua de Cristal. 
| N.º | Título                                                                   | Compositor(es)                                                                                             | Duração |  |
| 1.  | "O Hábito faz a freira (Nunsense Is Habit-Forming)"                      | Dan Goggin, versão: Wolf Maya                                                                              | 2:06    |  |
| 2.  | "Só Quero Ser Estrela (I Just Want To be a Star)" (com Sayuri)           | Dan Goggin, versão: Wolf Maya                                                                              | 3:08    |  |
| 3.  | "Amém (Amen)"                                                            | Carlos Toro / Ralf Stelmman / Christian de Walden / Margareth Harris / versão: Zé Henrique / Ângela Mattos | 1:03    |  |
| 4.  | "Acende o Spotlight (Turn Up the Spotlight)"                             | Dan Goggin / versão: Wolf Maya                                                                             | 1:19    |  |
| 5.  | "Nashville (I Could've Gone to Nashville)"                               | Dan Goggin, versão: Wolf Maya                                                                              | 2:01    |  |
| 6.  | "Pés que sapateiam uma canção (Tackle That Tempration With a time step)" | Dan Goggin, versão: Wolf Maya                                                                              | 2:20    |  |
| 7.  | "Alguém Especial (Holier Than Thou)"                                     | Dan Goggin, versão: Wolf Maya                                                                              | 2:21    |  |
| 8.  | "Uma Transição Difícil (A Difficult Transition)"                         | Dan Goggin, versão: Wolf Maya                                                                              | 3:33    |  |
| 9.  | "Amém (Amen) (Reprise)"                                                  | Carlos Toro / Ralf Stelmman / Christian de Walden / Margareth Harris / versão: Zé Henrique / Ângela Mattos | 1:04    |  |
| 10. | "Lua de Cristal"                                                         | Michael Sullivan / Paulo Massadas                                                                          | 3:18    |  |